# Robert C. Pringle (rebocador)
Robert C. Pringle, originalmente chamado de Chequamegon, foi um rebocador americano com casco de madeira que afundou no Lago Michigan, perto de Sheboygan, Wisconsin, em 19 de junho de 1922, após bater em um obstáculo (possivelmente uma madeira flutuante). Não houve mortes.
Chequamegon foi construído em 1903 em Manitowoc, Wisconsin, pela Manitowoc Shipbuilding &amp; Dry Dock Company . Foi construído para a recém-formada Chequamegon Bay Transportation Company de Ashland, Wisconsin, que transportava cargas entre Ashland, Bayfield, Washburn e Madeline Island . Entre 1904 e 1918, ele foi vendido várias vezes e foi renomeada Pere Marquette 7 em 1911. Em 1918, Pere Marquette 7 foi vendido para a Pringle Barge Line de Cleveland, Ohio . Ele foi convertido em um rebocador e renomeado como Robert C. Pringle .
Em 18 de junho de 1922, Robert C. Pringle começou a rebocar o cargueiro a granel de madeira Venezuela de Milwaukee para Sandusky, Ohio, onde o Venezuela estava programado para receber grandes reparos. Por volta das duas horas da manhã do dia seguinte, quando os navios passavam por Sheboygan, Robert C. Pringle atingiu um obstáculo (alguns relatos contemporâneos afirmam um pedaço de madeira flutuante) e começou a afundar rapidamente. Apesar de suas bombas estarem funcionando, a água acabou apagando suas caldeiras, forçando sua tripulação a abandoná-lo e remar para a Venezuela . Todos os tripulantes foram entregues em segurança à Manitowoc.
A carcassa do naufrágio do Robert C. Pringle foi descoberta em 2008 por Steve Radovan. No verão de 2019, foi submetido a uma pesquisa arqueológica completa pela Sociedade Histórica de Wisconsin, que descreveu a carcassa como "notavelmente intacta". O naufrágio de Robert C. Pringle foi listado no Registro Nacional de Lugares Históricos em 14 de dezembro de 2020.

## História

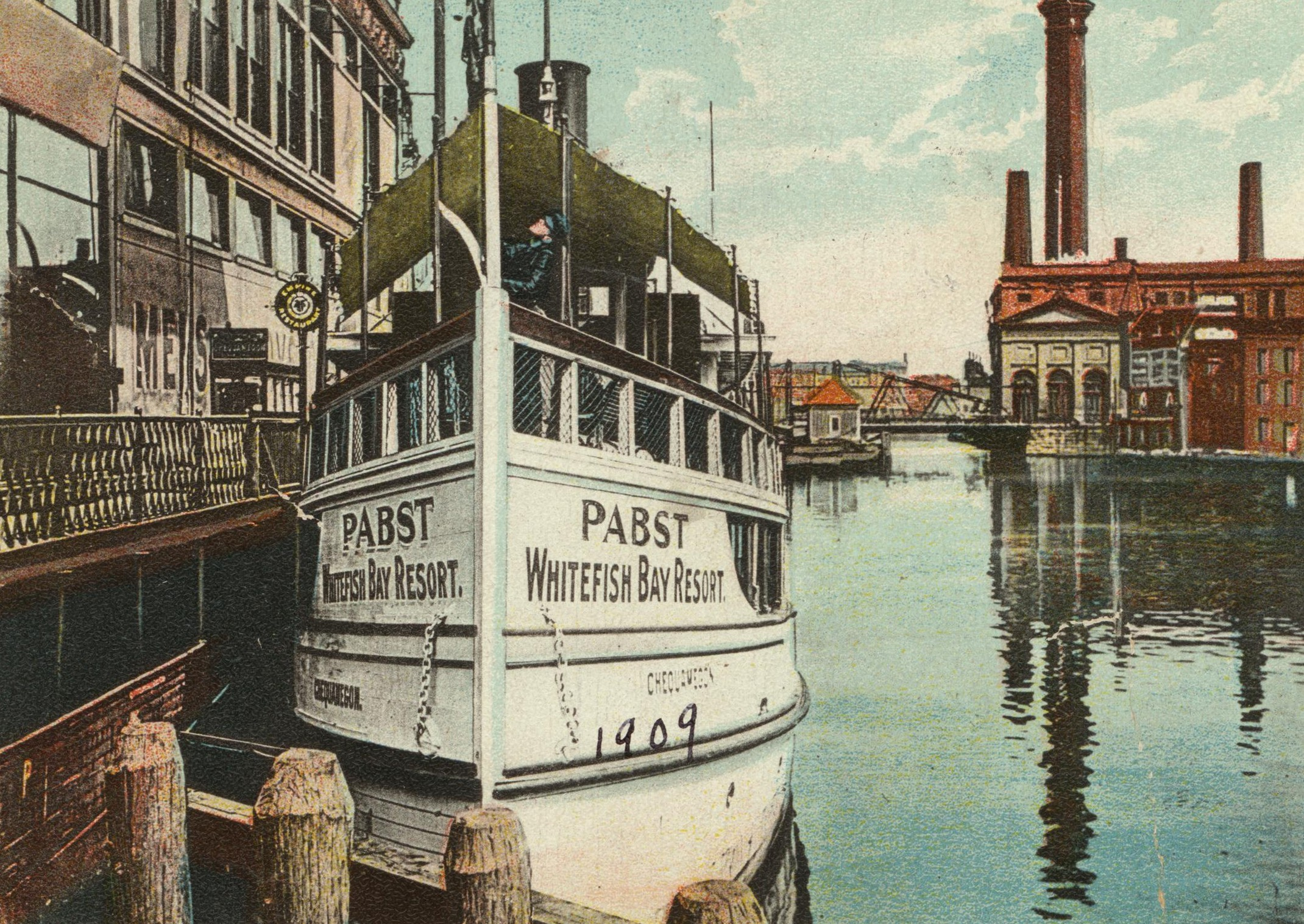
Robert C. Pringle como Chequamegon em um cartão postal publicado em 1909

### Design e construção
Robert C. Pringle (número oficial 127764)  foi construído como Chequamegon em 1903, pela Manitowoc Shipbuilding &amp; Dry Dock Company nas margens do rio Manitowoc em Manitowoc, Wisconsin .  A primeira embarcação construída pelo estaleiro recém-estabelecido, ela foi lançada às 15h06 do dia 9 de maio de 1903, como casco número 1.  O casco de madeira Chequamegon tinha 101 ft (30.8 m) de comprimento, 22.33 ft (6.8 m) (ou 22.4 ft (6.8 m)  ) de largura e 9.50 ft (2.90 m) (ou 9.6 ft (2.9 m)  ) de profundidade.  Teve uma tonelagem de registro bruto de 141 toneladas e uma tonelagem de registro líquido de 112 toneladas.  
Chequamegon era movido por um motor a vapor de  500 hp (370 kW) a 145 rpm, cujos cilindros tinham furos de 12 in (30.5 cm), 19 in (48.3 cm) e 32 in (81.3 cm), e um curso de 20 in (50.8 cm) .  O motor foi fabricado em Montague, Michigan,  pela Montague Iron Works, enquanto sua caldeira foi fabricada em Ferrysburg, Michigan, pela Johnson Brothers Company. A 7.5 ft (2.3 m) a hélice de passo fixo a impulsionou a uma velocidade máxima de 18 mph (15.6 kn; 29.0 km/h) .  
Chequamegon tinha dois conveses, nenhum mastro e uma popa redonda. Com um grande custo, suas cabines foram equipadas com madeira de carvalho e móveis estofados. 

### Viagem final
A Pringle Barge Line Company adquiriu o cargueiro Venezuela em 1922. Como o Venezuela exigia reparos significativos, Robert C. Pringle foi despachado para Milwaukee, Wisconsin, a fim de rebocar o Venezuela para Sandusky, Ohio, onde os reparos estavam programados para serem feitos. Os navios partiram de Milwaukee por volta da meia-noite de 18 de junho, com Robert C. Pringle sob o comando do Capitão Martin Oglesbee.  Por volta das 2h do dia seguinte, quando Robert C. Pringle e a Venezuela passavam por Sheboygan, Wisconsin, Robert C. Pringle atingiu um obstáculo (possivelmente uma tora de madeira flutuante) e começou a encher rapidamente de água.  Ela afundou em dez minutos, com toda a sua tripulação resgatada pela Venezuela, que a deixou em Milwaukee. Venezuela partiu para Sandusky por conta própria. Depois que afundou, especulou-se que Robert C. Pringle afundou devido a uma fraqueza em seu casco devido à sua idade. 

## Carcassa deRobert C. Pringle
A carcassa de Robert C. Pringle foi descoberta a 300 ft (91.4 m) de água por Steve Radovan em 2008.   Radovan estava procurando por ela desde 1970, localizando os destroços das escunas Floretta e Home no processo.   Sua carcassa está na vertical e foi descrita pela Sociedade Histórica de Wisconsin como "notavelmente intacta em um fundo de lago coberto de areia e lodo, com poucos danos ou deterioração".   A casa do piloto, junto com o vidro em quatro de suas janelas, permanece no lugar.   A cabine do capitão, localizada atrás da casa do piloto, também está intacta.   Em 2019, arqueólogos marítimos da Sociedade Histórica de Wisconsin fizeram parceria com a Crossmon Consulting LLC de Tom Crossmon para conduzir um levantamento arqueológico completo dos destroços.  

## 30em
1. 1 2  Bowling Green State University (2010).
2. 1 2  Wisconsin Historical Society (2020), p. 20.
3. 1 2 3  Wisconsin Historical Society (2020), p. 21.
4. ↑  Alpena County George N. Fletcher Public Library (2020).
5. ↑  Wisconsin Historical Society (2020), p. 22.
6. 1 2 3  Wisconsin Historical Society (2020), p. 33.
7. 1 2 3 4  Wisconsin Shipwrecks (2021).
8. ↑  The Associated Press (2008).
9. ↑  La Crosse Tribune (2008).
10. ↑  Wisconsin Historical Society (2020), p. 37.
11. ↑  Wisconsin Historical Society (2020), p. 39.
12. ↑  Wisconsin Historical Society (2020), p. 34.

## Ligação externa
- Robert C. Pringle Shipwreck, June 2008 no YouTube